# Лествица (планина)
Лествица е планински рид (дял) във вътрешната структурна ивица на Средния Предбалкан, област Ловеч. Вторият по височина планински рид след Васильовска планина в Предбалкана.
Планинският дял Лествица се издига в най-югозападната част на Средния Предбалкан. На запад долината на река Черни Вит го отделя от планински рид Лисец на Западния Предбалкан, а на североизток долината на река Бели Вит – от Васильовска планина. На юг най-горното течение на Черни Вит и Костина река (ляв приток на Бели Вит) го отделят от Златишко-Тетевенската планина на Стара планина, а чрез седловината Превлаката (1098 m) се свързва с тази планина. Тук преминава и условната граница между Средния Предбалкан и Средна Стара планина.
Рида има форма на равнобедрен триъгълник обърнат с едната си страна на юг, където дължината му от запад на изток е около 14 km. Приблизително същата е дължината му от север (сливането на реките Черни Вит и Бели Вит) на юг при седловината Превалката. Най-висок връх е Голям Климаш (1355,1 m), разположен в най-южната му част, на около 1 km северно от седловината Превлаката. Втори по височина е връх Петрахиля (1178,7 m), разположен в северната част на рида, югозападно от Тетевен.
Изграден е от сложно нагънати варовици, пясъчници и мергели на Петрахилската и Паветидолската антиклинали. Широко разпространение на карстови форми.
Климатът е умерено-континентален със сравнително студена зима и прохладно лято. Почвите са светлосиви и кафяви горски. Почти целият рид е обрасъл предимно с гори от бук и габър, а по най-високите билни места има обширни пасища.
В подножията на рида са разположени град Тетевен (на североизток) и селата Рибарица (на изток), Черни Вит (на запад) и Дивчовото (на югозапад).
По североизточното подножие на рида, по долината на река Бели Вит, на протежение от 18,6 km, между село Рибарица и град Тетевен преминава участък от третокласен път № 358 от Държавната пътна мрежа Троян – Тетевен – Ябланица.
В южната част на рида се намира защитената местност „Горунчето“, а най-южната му част попада в природния резерват „Централен Балкан“. Южно от Тетевен са хижите „Сава Младенов“, „Хайдушка поляна“ и „Петрахиля“.

## Топографска карта
- Лист от карта K-35-37. Мащаб: 1 : 100 000.